# 1992년 삼성 라이온즈 시즌
1992년 삼성 라이온즈 시즌은 삼성 라이온즈가 KBO 리그에 참가한 11번째 시즌이며, 김성근 감독이 팀을 이끈 마지막 시즌이다. 
김용국이 주장을 맡았으며, 팀은 8팀 중 정규시즌 4위에 올라 9년 연속으로 포스트시즌에 진출했는데 전년도에 3년 계약으로 취임했으나 본인의 지나친 스파르타식 강훈련 때문에 같은 해 3위로 추락한 경험 탓인지 김성근 감독이 훈련 강도를 낮추었다. 
그러나, 1985년 이후 7년 만에 미국(베로비치)에서 전지훈련을 실시한 데 이어  미국에서 귀국하던 길에 일본 노베오카에서도 전지훈련을 했음에도 선수들이 시차 적응에  실패하여 훈련 계획도 망쳤다.
그 결과  4위로 간신히 진출한 준플레이오프에서 롯데 자이언츠에게 2전 2패로 스윕을 당해 탈락했으며 이로 인해 91년 3년 계약으로 취임한 김성근 감독이 계약기간 1년을 남겨두고   도중하차했으며 삼성 최초 일본인 정식 코치로 1월 4일 영입된 도이 마사히로 코치가 팀을 떠났고 1989년 12월 5일부터 2년 계약했다가 1991년 12월 4일부터  3년 재계약한 유백만 수석코치의 계약도 해지됐다.

## 타이틀
- 올스타 선발: 이만수 (포수), 류중일 (유격수), 김용국 (3루수)
- 올스타전 추천선수: 이태일, 김상엽, 신경식, 강기웅
- 출장(타자): 강기웅, 동봉철 (126)
- 사구: 동봉철 (13)
- 구원등판: 김태한 (37)
- 승률: 오봉옥 (1.000)

### 퓨처스리그
- 타율: 전종진 (0.376)
- 장타율: 전종진 (0.656)
- OPS: 전종진 (1.093)
- 2루타: 전종진 (11)
- 남부리그 완투: 이상훈, 최현준 (2)
- 남부리그 세이브: 박철수, 허삼영 (3)

## 선수단
- 선발투수 : 이태일, 성준, 김인철, 유명선, 김성길
- 구원투수 : 최일언, 박용준, 이상범, 김태한, 최현준, 정윤수, 손영철
- 마무리투수 : 오봉옥, 김상엽, 박철수, 박종철, 이상훈
- 포수 : 이만수, 김성현, 김정민, 이영재, 조범현, 박정환
- 1루수 : 신경식
- 2루수 : 강기웅, 김용철, 박철희, 이광길
- 유격수 : 정경훈, 류중일
- 3루수 : 김용국
- 좌익수 : 이종두, 장태수, 정성룡
- 중견수 : 동봉철, 이창원, 허규옥
- 우익수 : 박승호, 윤용하, 구윤
- 지명타자 : 김성래, 이규창, 한기철, 최해명, 박광율, 강두곤, 김정수, 김태룡, 전종진, 전상렬, 박인구, 신동주, 김종갑

## 특이 사항
- 경산에 선수단 전용 숙소인 필승관을 건립했다.
- 오봉옥은 13승 무패를 기록하여 KBO 리그 역대 단일 시즌 규정 이닝을 채운 투수 중 처음으로 무패를 기록했으며 KBO 리그 역대 최초 무패 승률왕에 올랐으나 선발승은 2개(선발 3경기 2승 ERA 2.86) 밖에 없어 선발투수 무패 승률왕으로 치자면 2023년 쿠에바스(선발로만 12승 무패)가[7] 처음이었다.
- 팀은 이 시즌에 창단 첫 KBO 퓨처스리그 우승을 달성했다.
- 장태수는 이 시즌을 끝으로 은퇴했는데, 통산 2532타수로 KBO 리그 역대 3000타석 이상 소화한 은퇴 선수 중 가장 적은 타수를 소화했다.
- 허규옥은 이 시즌을 끝으로 은퇴하여 KBO 리그 통산 3000타석 미만 타자 중 통산 최다 3루타(37)로 은퇴한 타자가 되었다.
- 이 시즌은 KBO 리그 사상 3번째로 규정 타석을 채운 야수 전원이 WAR 양수를 기록한 시즌이다. 그 중 가장 WAR이 낮았던 신경식은 WAR 0.47을 기록했다.
- 동봉철은 이 시즌 KBO 리그 역대 단일 시즌 태평양 돌핀스 상대 최다 득점(21) 기록을 세웠다.